# Nordiska rådets pris för barn- och ungdomslitteratur
Nordiska rådets pris för barn- och ungdomslitteratur ges för ett skönlitterärt verk som skrivits på ett av de nordiska ländernas språk. Priset inrättades 2012 och ska utdelas årligen av Nordiska rådet från 2013. Prissumman är på 350 000 danska kronor.

## Pristagare

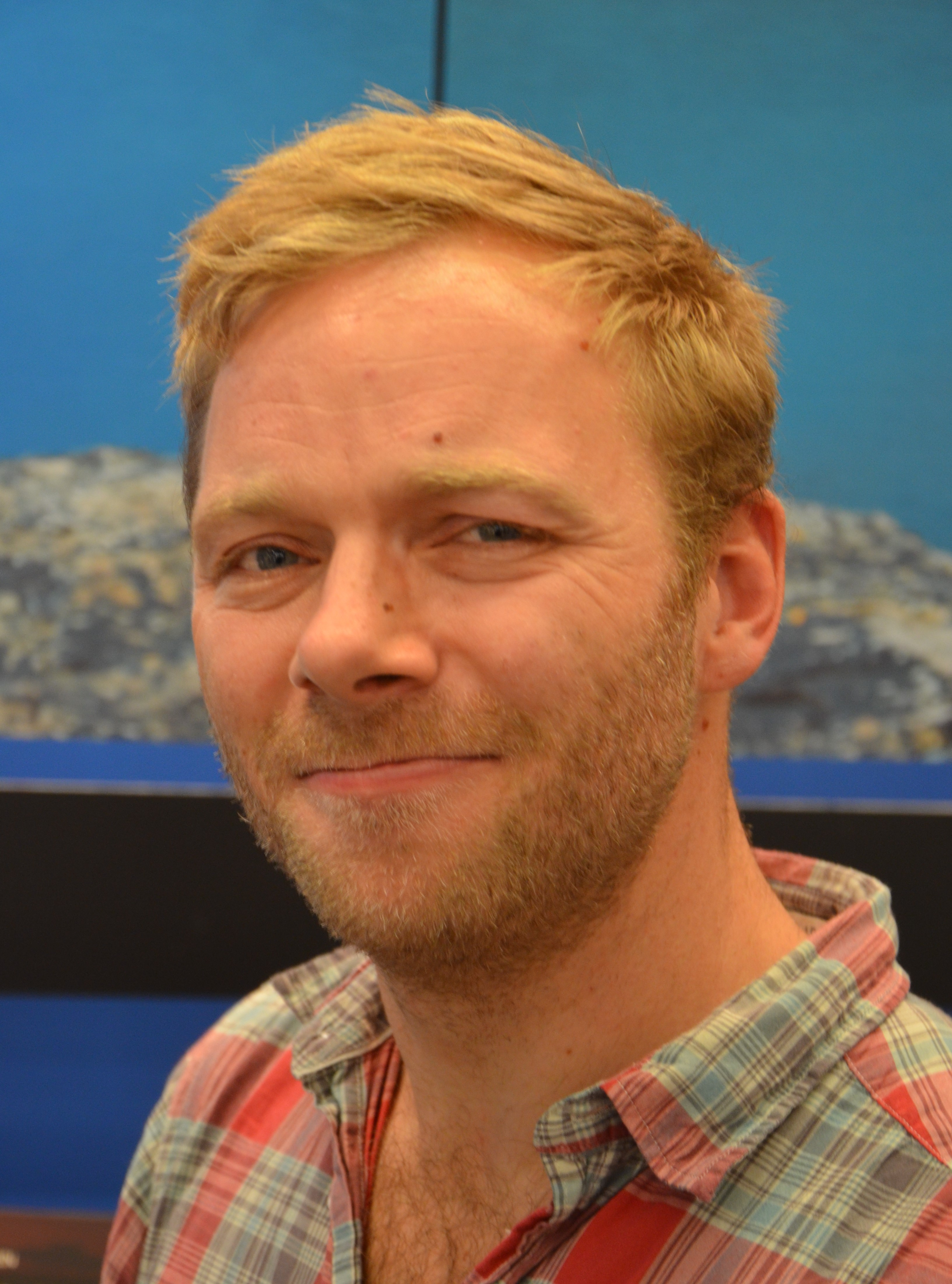
Bárður Oskarsson. Vinnare 2018, nominerad 2014 och 2016

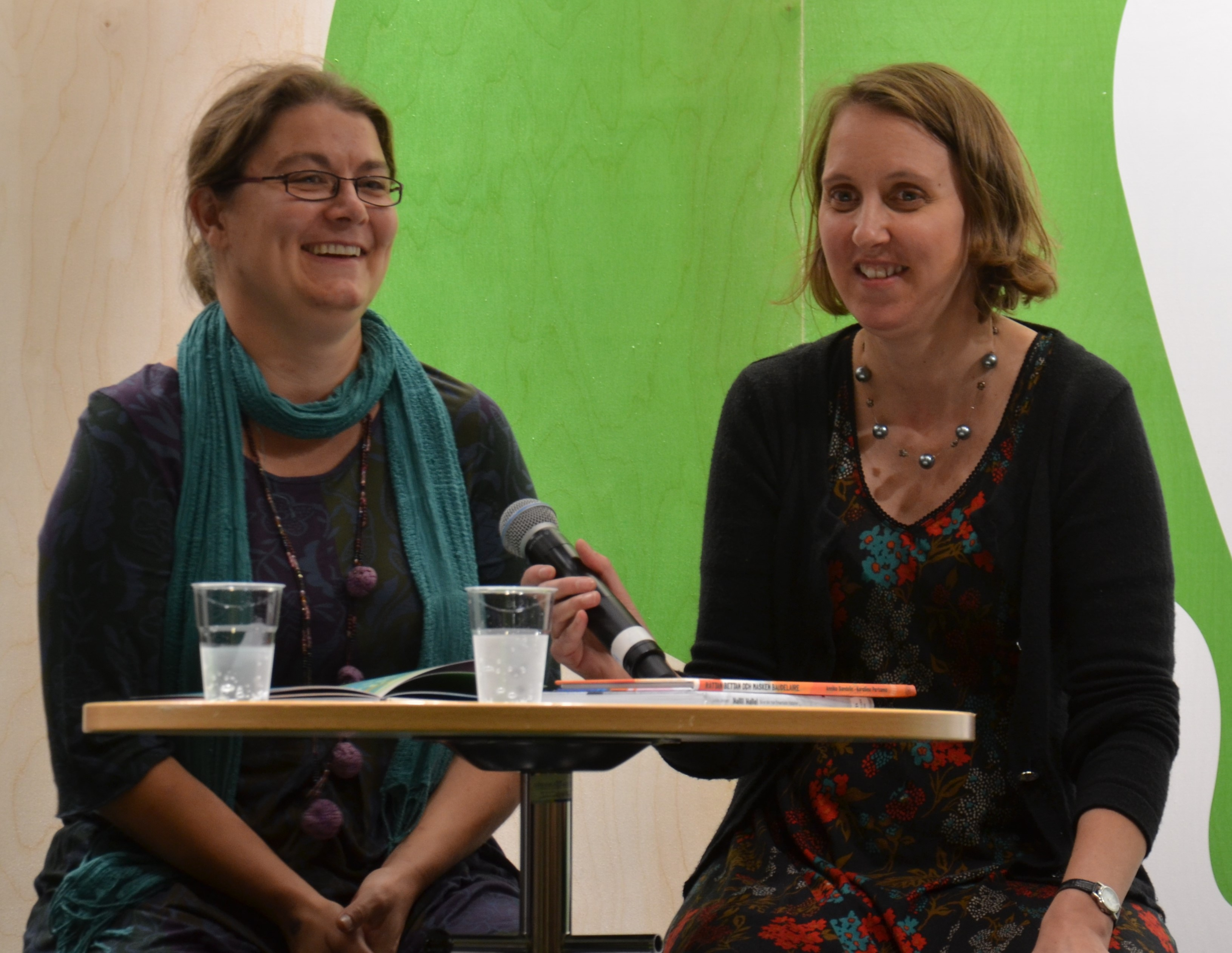
Karoliina Pertamo och Annika Sandelin, två av de nominerade 2014

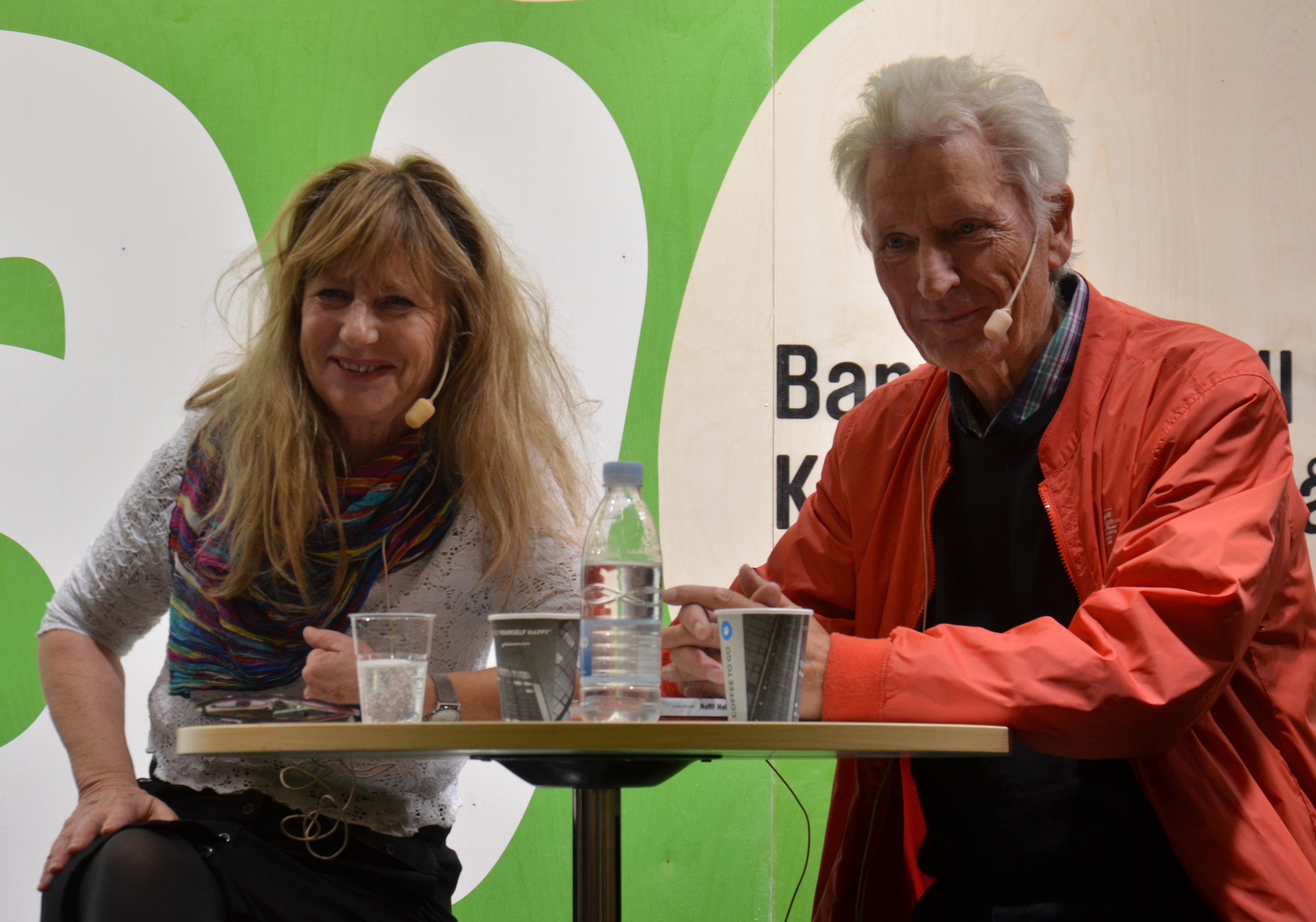
Lilian Brøgger och Louis Jensen, två av de nominerade 2014

Följande verk har belönats med priset:
| År   | Författare            | Illustratör        | Svensk titel                | Originaltitel               | Land     |
| ---- | --------------------- | ------------------ | --------------------------- | --------------------------- | -------- |
| 2013 | Seita Vuorela         | Jani Ikonen        | Blindskär                   | Karikko                     | Finland  |
| 2014 | Håkon Øvreås          | Øyvind Torseter    | Brune                       | Brune                       | Norge    |
| 2015 | Jakob Wegelius        | Jakob Wegelius     | Mördarens apa               | Mördarens apa               | Sverige  |
| 2016 | Arnar Már Arngrímsson | —                  | Noll koll                   | Sölvasaga unglings          | Island   |
| 2017 | Ulf Stark             | Linda Bondestam    | Djur som ingen sett utom vi | Djur som ingen sett utom vi | Sverige  |
| 2018 | Bárður Oskarsson      | Bárður Oskarsson   | Trädet                      | Træið                       | Färöarna |
| 2019 | Kristin Roskifte      | Kristin Roskifte   | Alla räknas                 | Alle sammen teller          | Norge    |
| 2020 | Jens Mattsson         | Jenny Lucander     | Vi är lajon!                | Vi är lajon!                | Finland  |
| 2021 | Elin Persson          | —                  | De afghanska sönerna        | De afghanska sönerna        | Sverige  |
| 2022 | Nora Dåsnes           | Nora Dåsnes        | Missat samtal               | Ubesvart anrop              | Norge    |
| 2023 | Rán Flygenring        | Rán Flygenring     | Vulkanen                    | Eldgos                      | Island   |
| 2024 | Jakob Martin Strid    | Jakob Martin Strid | —                           | Den fantastiske bus         | Danmark  |

## Nominerade

### Nominerade 2013
- Kim Fupz Aakeson och Eva Eriksson för Søndag, Danmark
- Oscar K. och Dorte Karrebæk för Biblia Pauperum Nova, Danmark
- Minna Lindeberg och Linda Bondestam för Allan och Udo, Finland
- Áslaug Jónsdóttir, Kalle Güettler, Rakel Helmsdal och Áslaug Jónsdóttir för Skrímslaerjur (Monsterbråk], Island
- Birgitta Sif för Ólíver, Island
- Aina Basso för Inn i elden, Norge
- Inga H. Sætre för Fallteknikk, Norge
- Sara Lundberg för Vita streck och Öjvind, Sverige
- Jessica Schiefauer för Pojkarna, Sverige
- Marjun Syderbø Kjelnæs för Skriva í sandin, Färöarna
- Martin Appelt och Nuka K. Godtfredsen för Hermelinen, Grönland
- Signe Iversen och Sissel Horndal för Mánugánda ja Heike, det samiska språkområdet
- Isela Valve för Joels färger, Åland

### Nominerade 2014
- Från Danmark: Halli! Hallo! av Louis Jensen og Lilian Brøgger; To af alting av Hanne Kvist
- Från Finland: Råttan Bettan och masken Baudelaire av Annika Sandelin og Karoliina Pertamo; Vain pahaa unta av Ville Tietäväinen og Aino Tietäväinen
- Från Island: Tímakistan av Andri Snær Magnason; Stína stórasæng av Lani Yamamoto
- Från Norge: Krigen av Gro Dahle og Kaia Linnea Dahle Nyhus; Brune av Håkon Øvreås og Øyvind Torseter
- Från Sverige: Olli och Mo av Eva Lindström; En sekund i taget av Sofia Nordin
- Från Färöarna: Flata kaninin av Bárður Oskarsson
- Från Grönland: Nasaq teqqialik piginnaanilik av Kathrine Rosing og Nina Spore Kreutzmann
- Från det samiska språkområdet: Ilmmiid gaskkas av Máret Ánne Sara

### Nominerade 2015[2]
- Från Danmark: Ella er mit navn vil du købe det? Æske med løsblade og poetsne av Mette Hegnhøj; Ud med Knud av Jesper Wung-Sung
- Från Finland: Maresi. Krönikor från Röda klostret av Maria Turtschaninoff; Leonardo oikealta vasemmalle av Marjatta Levanto och Julia Vuori
- Från Island: Maðurinn sem hataði börn av Þórarinn Leifsson; Vinur minn, vindurinn av Bergrún Íris Sævarsdóttir
- Från Norge: Joel og Io. En kjærlighetshistorie av Geir Gulliksen och Anna Fiske; De som ikke finnes av Simon Stranger
- Från Sverige: Jagger, Jagger av Frida Nilsson; Mördarens apa av Jakob Wegelius
- Från Färöarna: Og mamma! av Elin á Rógvi och Marjun Reginsdóttir
- Från Grönland: Aqipi – til sommerfest av Naja Rosing-Asvid
- Från det samiska språkområdet: Durrebjørnen og skuterløypa av Veikko Holmberg och Sissel Horndal
- Från Åland: Alberta Ensten och uppfinnarkungen av Malin Klingenberg

### Nominerade 2016
- Från Danmark: Magnolia af Skagerrak, av Bent Haller och Lea Letén (illustratör), Høst & Søn 2015
- Från Danmark: Da Gud var dreng, av Sankt Nielsen och Madam Karrebæk (illustratör), Høst & Søn 2015
- Från Finland: Koira nimeltään Kissa, av Tomi Kontio och Elina Warsta (illustratör), bilderbok, Teos, 2015
- Från Finland: Dröm om drakar av Sanna Tahvanainen och Jenny Lucander (illustration), Schildts & Söderströms, 2015
- Från Färöarna: Stríðið um tað góða grasið, av Bárður Oskarsson, Bókadeild Føroya Lærarafelag (BFL), 2012
- Från Grönland: Aima qaa schhh!, av Bolatta Silis-Høegh, Milik Publishing, 2014
- Från Island: Koparborgin, av Ragnhildur Hólmgeirsdóttir, Björt, 2015
- Från Island: Sölvasaga unglings av Arnar Már Arngrímsson, Forlaget Sögur, 2015
- Från Norge: Mulegutten, av Øyvind Torseter, Cappelen Damm, 2015
- Från Norge: Krokodille i treet av Ragnar Aalbu, Cappelen Damm, 2015
- Från det samiska språkområdet: Cerbmen Bizi – Girdipilohta, av Marry Ailonieida Somby och Berit Máret Hætta (illustration), Davvi Girji, 2013
- Från Sverige: Ishavspirater, av Frida Nilsson, Natur & Kultur, 2015
- Från Sverige: Iggy 4-ever, av Hanna Gustavsson, Galago, 2015

### Nominerade 2017
- Från Danmark: Hjertestorm – Stormhjerte av Annette Herzog, Katrine Clante (illustratör) och Rasmus Bregnhøi (illustratör)
- Från Danmark: Dyr med pels – og uden av Hanne Kvist
- Från Finland: Vildare, värre av Minna Lindeberg och Jenny Lucander (illustratör)
- Från Finland: Yökirja av Inka Nousiainen och Satu Kettunen
- Från Färöarna: Hon, sum róði eftir ælaboganum av Rakel Helmsdal
- Från Island: Úlfur og Edda: Dýrgripurinn av Kristín Ragna Gunnarsdóttir
- Från Island: Enginn sá hundinn av Hafsteinn Hafsteinsson (illustratör) och Bjarki Karlsson
- Från Norge: Ungdomsskolen av Anders N. Kvammen
- Från Norge: Far din av Bjørn Ingvaldsen
- Från Sverige: Ormbunkslandet av Elin Bengtsson
- Från Sverige: Djur som ingen sett utom vi av Ulf Stark och Linda Bondestam (illustratör)
- Från det samiska språkområdet: Luohtojávrri oainnáhusat av Kirste Paltto

### Nominerade 2018
- Från Danmark: Hest Horse Pferd Cheval Love av Mette Vedsø samt Lynkineser av Jesper Wung-Sung och Rasmus Meisler (illustratör)
- Från Finland: Kurnivamahainen kissa (Katten med den kurrende magen) av Magdalena Hai och Teemu Juhani (illustratör) samt Pärlfiskaren av Karin Erlandsson
- Från Färöarna: Træið (Treet) av Bárður Oskarsson
- Från Island: Vertu ósýnilegur – Flóttasaga Ishmaels (Vær usynlig – Ishmaels flukthistorie) av Kristín Helga Gunnarsdóttir samt Skrímsli í vanda (Monster i knipe) av Áslaug Jónsdóttir, Kalle Güettler och Rakel Helmsdal
- Från Norge: Ingenting blir som før av Hans Petter Laberg och Alice og alt du ikke vet og godt er det av Torun Lian
- Från det samiska språkområdet: Joekoen sjïehteles ryöjnesjæjja (En skikkelig flink liten reingjeter) av Anne-Grethe Leine Bientie och Meerke Laimi Thomasson Vekterli (illustratör)
- Från Sverige: Fågeln i mig flyger vart den vill av Sara Lundberg och Norra Latin av Sara Bergmark Elfgren
- Från Åland: Pärlfiskaren av Karin Erlandsson

### Nominerade 2019
- Från Danmark: Da Mumbo Jumbo blev kæmpestor av Jakob Martin Strid och Karanagalaksen. Log I. av Cecilie Eken
- Från Finland: Breven från Maresi av Maria Turtschaninoff och Ruusun matka av Marika Maijala
- Från Färöarna: Miljuløtur av Rakel Helmsdal och Kathrina Skarðsá (illustratör)
- Från Grönland: Tuttuarannguaq av Camilla Somme och Pernille Kreutzmann (illustratör)
- Från Island: Rotturnar  av Ragnheiður Eyjólfsdóttir och 'Silfurlykillinn av Sigrún Eldjárn
- Från Norge: Alle sammen teller av Kristin Roskifte och Det var ikke en busk av Eli Hovdenak
- Från det samiska språkområdet: 'Šiellaspeajal  av Karen Anne Buljo
- Från Sverige: Den förskräckliga historien om Lilla Hon av Lena Ollmark och Per Gustavsson (illustratör) samt Risulven Risulven av Nina Ivarsson
- Från Åland: På en trollsländas vingar av Ann-Christin Waller och Anni Wikberg (illustratör)

### Nominerade 2020
- Från Danmark: Ud af det blå av Rebecca Bach-Lauritsen och illustratören Anna Margrethe Kjærgaard (bilderbok) samt Min øjesten av Merete Pryds Helle och illustratören Helle Vibeke Jensen (bildroman)
- Från Finland:  Vi är Lajon! av Jens Mattsson och illustratören Jenny Lucander (bilderbok) och Sorsa Aaltonen ja lentämisen oireet av Veera Salmi och illustratören Matti Pikkujämsä (bilderbok)
- Från Färöarna: Loftar tú mær? av Rakel Helmsdal (bilderbok)
- Från Grönland: Orpilissat nunarsuarmi kusanarnersaat av Juaaka Lyberth och illustratören Maja-Lisa Kehlet (bilderbok)
- Från Island: Egill spámaður av Lani Yamamoto (bilderbok) och Villueyjar av Ragnhildur Hólmgeirsdóttir (ungdomsroman)
- Från Norge: Draumar betyr ingenting av Ane Barmen (ungdomsroman) och Når er jeg gammel nok til å skyte faren min? av Åse Ombustvedt och illustratören Marianne Gretteberg Engedal
- Från det samiska språkområdet: Guovssu guovssahasat av Karen Anne Buljo och illustratören Inga-Wiktoria Påve (bilderbok)
- Från Sverige: Hästpojkarna av Johan Ehn (ungdomsroman) och Trettonde sommaren av Gabriella Sköldenberg (ungdomsroman)
- Från Åland: Segraren av Karin Erlandsson